# Tour de France 2005/21. Etappe
Die 21. Etappe der Tour de France 2005 war 144,5 Kilometer lang und führte von Corbeil-Essonnes nach Paris. Wie üblich glich die erste Hälfte der Etappe mehr einer Ehrenrunde, in der die Fahrer ein eher gemütliches Tempo anschlugen. Beim einzigen Bergpreis ließ man Lance Armstrong respektvoll den Vortritt. Das Gesamtklassement wurde bereits 52 Kilometer (beim ersten Überfahren der Ziellinie) vor dem Ziel neutralisiert, da es wegen der regennassen Straße zu zahlreichen Stürzen gekommen war.
Erst nachdem das Feld die Avenue des Champs-Élysées erreicht hatte, belebte sich das Geschehen. Auf den acht Runden zu je 6,5 Kilometern auf der Prachtstraße im Zentrum von Paris versuchten zahlreiche Fahrer vergeblich, sich vom Feld abzusetzen. Alles schien auf einen Massensprint wie in den letzten elf Jahren hinzudeuten. Das Feld war durch den noch offenen Kampf um das grüne Trikot sehr schnell unterwegs. Dieses trug Thor Hushovd nur mit knappem Vorsprung auf der letzten Etappe und konnte es letztendlich auch behalten. Doch wenige hundert Meter vor dem Ziel entwischte Bradley McGee; nur Alexander Winokurow konnte sich an sein Hinterrad heften. Der Kasache trat aus dem Windschatten des Australiers hervor und gewann völlig überraschend die Tour d’honneur. Sämtliche Sprintspezialisten mussten sich geschlagen geben.
Winokurow konnte mit seinem Etappensieg noch den fünften Platz in der Gesamtwertung erreichen, dieser kam durch die Zeitgutschrift des Etappensieges und des ersten Zwischensprints zustande.

## Zwischensprints
1. Zwischensprint in Châtenay-Malabry (75 km)
| Erster  | Alexander Winokurow, 6 P. und 6 s |
| Zweiter | Levi Leipheimer, 4 P. und 4 s     |
| Dritter | Fabian Wegmann, 2 P. und 2 s      |

2. Zwischensprint auf der Avenue des Champs-Élysées (107 km)
| Erster  | Michael Albasini, 6 P. und 6 s |
| Zweiter | Cédric Vasseur, 4 P. und 4 s   |
| Dritter | Nicolas Jalabert, 2 P. und 2 s |

## Bergwertungen
Côte de Gif-sur-Yvette Kategorie 4 (57 km)
| Erster  | Lance Armstrong, 3 P.   |
| Zweiter | Peter Wrolich, 2 P.     |
| Dritter | Christophe Moreau, 2 P. |